# All About Lovin' You
All About Lovin' You è una canzone dei Bon Jovi, scritta da Jon Bon Jovi, Richie Sambora, Andreas Carlsson, e Desmond Child. Fu estratta come terzo singolo dall'ottavo album in studio del gruppo, Bounce, nel maggio del 2003. Raggiunse la posizione numero 9 della Official Singles Chart e la numero 21 delle classifiche in Germania.
La canzone è una power ballad, e da molti fan viene definita come un incrocio tra Never Say Goodbye e Thank You for Loving Me, altre due famose ballate dei Bon Jovi.

## Videoclip
Il videoclip di All About Lovin 'You mostra i Bon Jovi suonare in una grande stanza di un edificio di New York, mentre Jack (il ragazzo già apparso nel video del precedente singolo Misunderstood) si butta dal tetto dello stesso edificio, mentre la sua ragazza, Jill (anche lei dal video di Misunderstood), lo guarda da sotto. Intanto, vengono mostrati alcuni ricordi relativi al rapporto romantico dei due ragazzi. Mentre Jack è in volo, una folla si raduna preoccupata vicino a Jill, ma all'improvviso Jack pubblica un paracadute con la scritta "Vuoi sposarmi?" scritta sul lato interno, come una richiesta rivolta alla sua amata. Quando il ragazzo atterra in modo sicuro, abbraccia Jill, che molto presumibilmente dà l'impressione d'aver accettato la proposta di sposarla da parte di Jack, e la bacia, mentre la folla applaude commossa.

## Tracce
1. All About Lovin' You - 3:46 (Jon Bon Jovi, Richie Sambora, Andreas Carlsson, Desmond Child)
2. Everyday (Demo) - 2:56 (Bon Jovi, Sambora, Carlsoon)
3. Postcards from The Wasteland (Demo) -5:08 (Bon Jovi, Sambora, Billy Falcon)

## Classifiche
| Classifica (2003) | Posizione massima |
| ----------------- | ----------------- |
| Australia         | 31                |
| Austria           | 27                |
| Belgio (Fiandre)  | 54                |
| Brasile           | 16                |
| Canada            | 29                |
| Europa            | 38                |
| Germania          | 21                |
| Irlanda           | 16                |
| Italia            | 22                |
| Paesi Bassi       | 17                |
| Regno Unito       | 9                 |
| Spagna            | 14                |
| Svezia            | 38                |
| Svizzera          | 33                |

## Formazione
- Jon Bon Jovi - voce
- Richie Sambora - chitarra solista, seconda voce
- David Bryan - tastiere, seconda voce
- Hugh McDonald - basso
- Tico Torres - batteria, percussioni